# Filmåret 2013

## Mest inkomstbringande filmer
| Rang | Titel                           | Distribution | Intäkter       |
| ---- | ------------------------------- | ------------ | -------------- |
| 1    | Frost                           | Disney       | $1 276 480 335 |
| 2    | Iron Man 3                      | Disney       | $1 215 439 994 |
| 3    | Dumma mej 2                     | Universal    | $970 761 885   |
| 4    | Hobbit: Smaugs ödemark          | Warner Bros. | $958 366 855   |
| 5    | The Hunger Games: Catching Fire | Lionsgate    | $865 011 746   |
| 6    | Fast & Furious 6                | Universal    | $788 679 850   |
| 7    | Monsters University             | Disney       | $743 559 607   |
| 8    | Gravity                         | Warner Bros. | $723 192 705   |
| 9    | Man of Steel                    | Warner Bros. | $668 045 518   |
| 10   | Thor: The Dark World            | Disney       | $644 602 516   |

## Händelser
- 13 januari – Golden Globe-galan 2013 [2]
- 21 januari – Guldbaggegalan 2013 [3]
- 10 februari – British Academy Film Awards 2013
- 24 februari – Oscarsgalan 2013

## Årets filmer

### 1-9
- 12 Years a Slave
- 2 Guns
- 42
- 47 Ronin

### A–G
- A Good Day to Die Hard
- After Earth
- Anchorman: The Legend Continues
- Baksmällan del III
- Battle of the Year: The Dream Team
- Beautiful Creatures
- Before Midnight
- Belleville Baby
- The Bling Ring
- Blå är den varmaste färgen
- BoOzy' OS and the Cristal Gem
- Braty – ostannja spovid
- Bullet to the Head
- Burt Wonderstone
- The Butler
- Bäst före
- The Call
- Carrie
- Croodarna
- Cornelias kärlek
- Dagarnas skum
- Dark Skies
- De dansande andarnas skog
- Den som söker
- Den store Gatsby
- Det regnar köttbullar 2
- Din barndom skall aldrig dö
- Drömmen om Maremma
- Dumma mej 2
- Efter dig
- EGO
- Elysium
- En gång om året
- En strippas dagbok
- Ender's Game
- Epic
- Escape Plan
- Eskil och Trinidad
- Evil Dead
- Familjen Persson i främmande land
- Faro
- Fast & Furious 6
- Fjällbackamorden – Tyskungen
- Frihet bakom galler
- Frost
- Fröken Julie
- Future My Love
- Förtroligheten
- G.I. Joe: Retaliation
- Gangster Squad
- GMO OMG
- Godheten
- Grown Ups 2

### H–N
- Hansel & Gretel: Witch Hunters
- Hemma
- Hobbit: Smaugs ödemark
- Hokus pokus Alfons Åberg
- The Host
- Hotell
- Hross í oss
- The Hunger Games: Catching Fire
- Hur många kramar finns det i världen?
- Identity Thief
- Ilo Ilo [4]
- L'Image manquante
- Insidius Chapter 2
- The Internship
- Iron Man 3
- Isteni műszak
- Jack the Giant Slayer
- Jobs
- Johan Falk: Kodnamn Lisa
- Julie
- Kaguya-hime no monogatari
- Kaze tachinu
- Kick-Ass 2
- Knights of Badassdom
- Känn ingen sorg [5]
- Kära passagerare
- Kärlek deluxe
- Den stora skönheten
- Lamento
- LasseMajas detektivbyrå – von Broms hemlighet
- The Last Exorcism Part II
- The Last Stand
- Legenda № 17
- The Lone Ranger
- The Lords of Salem
- Losers
- Machete Kills
- Mama
- Mandela: Long Walk to Freedom
- Man of Steel
- The Marriage Counselor
- Med limousin till mitt i ingenstans
- Mig äger ingen
- Monica Z – ett lingonris i ett cocktailglas
- Monsters University
- The Monuments Men
- The Mortal Instruments: City of Bones
- Movie 43
- Mördaren ljuger inte ensam
- Neuf mois ferme
- Now You See Me

### O–U
- Oblivion
- Olympus Has Fallen
- Oz the Great and Powerful
- Pacific Rim
- Pain & Gain
- Paranoia
- Percy Jackson och Monsterhavet
- Persona 3 The Movie: Chapter 1, Spring of Birth
- Pojken och världen
- Porrkungens tårar
- Prisoners
- The Quiet Roar
- RED 2
- Rendez-vous à Kiruna
- Riddick
- R.I.P.D.
- Rush
- The Sarnos – A Life in Dirty Movies
- Saving Mr. Banks
- Scary Movie 5
- The Secret Life of Walter Mitty
- Side Effects
- Skumtimmen
- Smurfarna 2
- Små citroner gula
- Snabba Cash III - Livet Deluxe
- Solan och Ludvig – jul i Flåklypa
- Spies & Glistrup
- Star Trek Into Darkness
- Studentfesten
- Stugan i skuggan
- Sune på bilsemester [6]
- Sunset Song
- Sådan far, sådan son
- Texas Chainsaw 3D
- Thor: The Dark World
- TPB AFK
- Tracks
- Turbo
- Uma história de amor e fúria
- Under stålhimlen

### V–Ö
- Vi
- Vi är bäst!
- Wallander – Den orolige mannen
- Wallander – Försvunnen
- Wallander – Mordbrännaren
- Wallander – Saknaden
- Wallander – Sorgfågeln
- Wallander – Sveket
- Wałęsa
- Warm Bodies
- White House Down
- The Wolverine
- World War Z
- The World's End
- Återträffen
- Ömheten

### Fotnoter
1. ↑  ”2013 Yearly Box Office Results”. Box Office Mojo. http://www.boxofficemojo.com/yearly/chart/?view2=worldwide&yr=2013&p=.htm. Läst 14 juli 2016.
2. ↑  ”Golden Globe Awards Fast Facts” (på engelska). CNN.com. 9 augusti 2013. http://edition.cnn.com/2013/08/09/us/golden-globe-awards-fast-facts/index.html. Läst 14 augusti 2013.
3. ↑  ”Guldbaggarna 2013”. DN.se. 21 januari 2013. http://www.dn.se/kultur-noje/film-tv/guldbaggarna-2013/. Läst 14 augusti 2013.
4. ↑  ”Ilo Ilo” (på engelska). IMDB. 25 maj 2013. http://www.imdb.com/title/tt2901736/. Läst 23 januari 2014.
5. ↑  ”Känn ingen sorg” (på engelska). IMDB. 25 maj 2013. http://www.imdb.com/title/tt2429292/. Läst 23 januari 2014.
6. ↑  ”Sune på bilsemester” (på engelska). IMDB. 25 maj 2013. http://www.imdb.com/title/tt3152130/?ref_=nv_sr_1. Läst 11 januari 2014.